# Antepipona rikatlensis
Antepipona rikatlensis är en stekelart som först beskrevs av Schulthess 1914.  Antepipona rikatlensis ingår i släktet Antepipona och familjen Eumenidae. Inga underarter finns listade i Catalogue of Life.